# Yuanjiang, Yiyang
Yuanjiang, tidigare romaniserat Yüankiang, är en stad på häradsnivå som lyder under Yiyangs stad på prefekturnivå i Hunan-provinsen i södra Kina.